# Adolf Althoff
Adolf Althoff (* 25. Juni 1913 in Sonsbeck; † 14. Oktober 1998 in Stolberg (Rheinland)) war ein deutscher Artist, Dompteur und Zirkusdirektor.

## Leben
Adolf Althoff war das zweitjüngste Kind von acht Geschwistern. Er stammte aus der berühmten Althoff-Zirkusdynastie. Sein Vater Dominik übernahm bereits mit 22 Jahren den elterlichen Zirkus. Geboren wurde Adolf Althoff im elterlichen Wohnwagen während einer Zirkusvorstellung.
Am 25. Juni 1939 heiratete Adolf Althoff im Standesamt Braunschweig seine 1908 in Dortmund geborene Frau Maria von der Gathen, die ebenfalls aus einer Zirkusfamilie stammte.
Mit seiner Menschlichkeit war Adolf Althoff eine große Ausnahme im Dritten Reich. Durch seine Haltung und sein Handeln – „Sie können alle herkommen, das kriegen wir schon hin!“ (Zitat von Adolf Althoff aus den Erinnerungen von Peter Storms-Bento (1923–2013)) – rettete Adolf Althoff damals Peter Storms-Bentos spätere Ehefrau  Irene Danner (1923–2006), deren gemeinsame zwei kleinen Kinder, Irenes Schwester Gerda sowie Mutter Alice Danner, geb. Lorch, Tochter des berühmten Ikariers Julius Lorch (Zirkusfamilie Lorch).
Maria und Adolf Althoff wurden am 20. Februar 1995 dafür vom Staat Israel in den Kreis der Gerechten unter den Völkern aufgenommen. Die Ehrung fand durch Israels Botschafter Avi Primor im Aachener Rathaus statt. Avi Primor, ein in Israel geborener Sohn einer deutschen Mutter, sagte in seiner Laudatio:
„Für uns waren die Deutschen zunächst alle Nazis. Doch dann haben Menschen wie ich allmählich gelernt, dass es nicht nur Verfolgung, Nazis und Auschwitz gab. Dass es auch Menschen wie die Althoffs gab, die sich persönlich der Gefahr aussetzten, um das Leben von Juden zu retten. Mich erstaunt es noch immer, dass diese Menschen so bescheiden sind, dass sie oft selbst ihren Angehörigen nichts über ihre Taten erzählten. Lange Jahre wussten wir überhaupt nichts von ihnen. Und auch nicht von jenen, die umgebracht wurden bei dem Versuch, Juden zu retten.“
„Immer wieder habe ich in den letzten Jahren von diesen Helden gehört: ‚Das war doch ganz normal.‘ Aber so normal war es nicht, sich dieser lebensbedrohenden Gefahr auszusetzen, nicht nur für einen Tag, oft jahrelang, um Verfolgte zu retten. Und deshalb, Adolf und Maria Althoff, möchte ich Ihnen, wie soll ich sagen, Dankbarkeit ausdrücken. Ach, Dankbarkeit, das ist viel zu schwach. Das sind ewige Gefühle! Und wenn ich Ihnen jetzt die Medaille und die Urkunde überreiche, ist das wirklich nicht mehr als ein Symbol. Sie haben etwas getan, das für ein ganzes Volk unentbehrlich ist.“
In dem Jugendbuch von Ingeborg Prior „Der Clown und die Zirkusreiterin“ wurde die Geschichte der Familien Bento (Danner/Lorch) und Adolf Althoff dargestellt.
Die Kinder von Adolf und Maria Althoff, Franz und Helene, erfuhren erst durch die Ehrung, die von Ingeborg Prior und von der Familie Bento angeregt worden war, was sich während des Krieges im Zirkus Althoff ereignet hat.
Nach dem Tod von Adolf Althoff erlebte der von seinem Sohn Franz geleitete Circus Williams Althoff einen massiven Niedergang. 1996 wurde der Zirkus von Franz Althoff, der kinderlos geblieben ist, verkauft. Sein Nachfolgeprojekt „Pferdepalast“, ein Musicaltheater mit Menschen und Pferden, fand nicht den erhofften Zuspruch. Der Zirkus ist vor einigen Jahren in Insolvenz gegangen. Damit endete die Geschichte des Zirkus Althoff in der neunten Generation.
Adolf Althoff wurde weiterhin am 14. November 1955 gemeinsam mit seiner Schwester Carola Williams die „Ernst-Renz-Gedächtnis-Plakette“ verliehen, die von der „Gesellschaft der Circusfreunde in Deutschland“ (GCD) gestiftet wurde.
Am 4. November 1977 erhielt er das Bundesverdienstkreuz am Bande. 1995 wurden Adolf Althoff und seine Frau mit dem Verdienstorden des Landes Nordrhein-Westfalen geehrt.
Das Grab von Adolf Althoff befindet sich auf dem Friedhof in Stolberg-Breinig. Die Stadt Stolberg hat 2015 ihm zu Ehren eine Straße im Stadtteil Breinig benannt.